# Есипово (городской округ Солнечногорск)
Е́сипово — деревня в Московской области России. Входит в городской округ Солнечногорск.

## География
Расположена на Ленинградском шоссе в 51 км от центра города Москвы. Западнее деревни течёт река Лопца. Население — 73 чел. (2010).

## История
Название происходит от личного имени Есип, народной формы календарных имён Иосиф, Елевсипп, Евсипп.
С 1994 до 2006 гг. деревня входила в Пешковский сельский округ Солнечногорского района.
С 2005 до 2019 гг. деревня включалась в Пешковское сельское поселение Солнечногорского муниципального района.
С 2019 года деревня входит в городской округ Солнечногорск, в рамках администрации которого относится с территориальному управлению Пешковское.

## Инфраструктура
Концерн Daimler AG построил недалеко от аэропорта Шереметьево в индустриальном парке «Есипово» между деревней Ложки на Ленинградском шоссе и станцией Поварово-2 на участке площадью 85 га завод ООО «Мерседес-Бенц Мануфэкчуринг Рус» производительностью 25 тыс. легковых автомобилей в год. Завод приступил к локальной сборке 3 апреля 2019 года. Производство налажено по полному циклу — от сварки и окраски кузовов до окончательной сборки автомобилей. Первыми стали выпускать седаны Е-класса, а затем постепенно наладили выпуск внедорожников премиум-класса GLC, GLE, GLS.

## Население
| 1852 | 1859 | 1890 | 1899 | 1926 | 1966 |
| ---- | ---- | ---- | ---- | ---- | ---- |
| 235  | ↗242 | ↗323 | ↘294 | ↗338 | ↘149 |
| 1998 | 2002 | 2010 |      |      |      |
| ↘29  | ↗736 | ↘73  |      |      |      |